# Lehmanovy zákony
Lehmanovy zákony jsou v softwarovém inženýrství teze formulované Mannym Lehmanem a László Béládym, které popisují vztah mezi silami podporujícími vývoj softwarového produktu a silami zpomalujícími tento vývoj.

## Zákony
- Zákon trvalé proměny: Systém používaný v reálném prostředí se neustále mění, dokud není levnější systém restrukturalizovat, nebo nahradit zcela novou verzí.
- Zákon rostoucí složitosti: Při evolučních změnách je program stále méně strukturovaný a vzrůstá jeho vnitřní složitost. Odstranění narůstající složitosti vyžaduje dodatečné úsilí.
- Zákon vývoje programu: Rychlost změn globálních atributů systému se může jevit v omezeném časovém intervalu jako náhodná. V dlouhodobém pohledu se však jedná o seberegulující se proces, který lze statisticky sledovat a předvídat.
- Zákon invariantní spotřeby práce: Celkový pokrok při vývoji projektů je statisticky invariantní. Neboli, rychlost vývoje programu je přibližně konstantní a nekoreluje s vynaloženými prostředky.
- Zákon omezené velikosti přírůstku: Systém určuje přípustnou velikost přírůstku v nových verzích. Pokud je limita překročena, objeví se závažné problémy týkající se kvality a použitelnosti systému.